# Petr Hruška
Petr Hruška (ur. 7 czerwca 1964 w Ostrawie) – czeski poeta, scenarzysta, krytyk literacki i pracownik naukowy.
Inżynier (specjalizacja: uzdatnianie wody, 1987), magister sztuki Uniwersytetu w Ostrawie (1990–1994, praca magisterska pod tytułem "Współczesna czeska subkultura prozy i poezji") i doktor filozofii Wydziału Sztuki na Uniwersytecie Masaryka w Brnie ("Powojenny surrealizm i reakcja na skostniałość modelu awangardowego w poezji", 2003). Pracuje w Instytucie Literatury Czeskiej w AV ČR w Brnie. Jego specjalizacją jest czeska poezja powojenna. Jest współautorem czterotomowej Historii literatury czeskiej 1945–1989, drugiego tomu Słownika pisarzy czeskich od 1945 i Słownika czeskich magazynów literackich, antologii i almanachów 1945–2000.
Pracuje jako wykładowca na Uniwersytecie Masaryka i Uniwersytecie w Ostrawie. Jest członkiem redakcji magazynu Host i redaktorem magazynu Obrácená strana měsíce. W latach 1995–1998 brał udział w publikacji magazynu Landek (z Janem Balabánem i innymi). Jest współorganizatorem spotkań literackich, festiwali i wystaw w Ostrawie (na przykład z Ivanem Motýlem – Literární harendy, 1992–1994, które były częściowo improwizowane, przyjmując charakter happeningów). Występuje również w kabarecie (z Jiří Surůvka).
Jego brat bliźniak Pavel jest krytykiem literackim. Petr Hruška mieszka ze swoją partnerką Ivettą Ellerową (wokalistka i kompozytorka w grupach Norská trojka, i Complotto) i trójką dzieci w Ostrawie.

## Prace
Petr Hruška mówi: „Poezja nie jest dekoracją życia”. Według niego poezja musi „ekscytować, zakłócać, zachwycać, zaskakiwać, niepokoić, niszczyć estetyczną satysfakcję i budować na jej miejsce nową.” Opisany jako poeta niepokoju i ukrytego niebezpieczeństwa codziennego życia konfrontuje czytelników ze słowem znanym, ale zaskakującym w odniesieniu do opisywanej rzeczywistości. Zwykłe sytuacje stają się źródłem napięcia i głębokiej, o często niedostrzegalnym na pierwszy rzut oka znaczeniu. Powiedział w wywiadzie: "Myślę, że prawdziwa łaska i łaskawość pojawiają się tam, gdzie pojawia się ponuractwo, depresja, zmęczenie życiem, cała ta samotność związku. Tylko wewnątrz tego może świecić cienka wiązka światła, która jednak zawiera w sobie pełną przeznaczenia bliskość, do której jest zdolna dwójka ludzi".
Ivan Wernisch mówi: „Udaje ci się pisać poezję bez zbędnych ozdobników i lirycznych dekoracji.” Petr Hruška jest jednym z najbardziej uznanych poetów czeskich po 1989.
Publikuje w wielu magazynach (Host, Tvar, Revolver Revue, Literární noviny, Souvislosti, Weles etc.), pisze recenzje dla Tvar i stacji radiowej Vltava oraz pisze naukowe artykuły (dla Host, Tvar, Slovenská literatúra, Protimluv, Obrácená strana měsíce etc.) Jego wiersze były tłumaczone na angielski, francuski, niemiecki, słoweński, holenderski, polski. W 1998 został nagrodzony nagrodą Dresdner Lyrikpreis.

### Poezja
- Obývací nepokoje, Sfinga, Ostrava 1995, il. Adam Plaček
- Měsíce, Host, Brno 1998, il. Zdeněk Janošec-Benda
- Vždycky se ty dveře zavíraly, Host, Brno 2002, il. Daniel Balabán
- Zelený svetr, Host, Brno 2004, (Obývací nepokoje, Měsíce, Vždycky se ty dveře zavíraly; i proza Odstavce), il. Hana Puchová
- Auta vjíždějí do lodí, Host, Brno 2007, il. Jakub Špaňhel

### Poezja – publikacje zagraniczne
- Meseci in druge pesmi (Društvo Apokalipsa, Ljubljana 2004), tł. Anka Polajnar i Stanislava Chrobáková-Repar, Słowenia
- Jarek anrufen (Edition Toni Pongratz, Hauzenberg 2008), tł. Reiner Kunze, Niemcy

### Recepcja polska
W Polsce ukazał się książkowy wybór poezji Hruški: Mieszkalne niepokoje (Instytut Mikołowski, Mikołów 2011), przełożył Franciszek Nastulczyk

### Udział w antologiach (wybór)
Czechy:
- Almanach Welesu (Weles, Brno 1997, ed. Vojtěch Kučera)
- V srdci Černého pavouka – ostravská literární a umělecká scéna 90. let (Votobia, Olomouc 2000), ed. Milan Kozelka
- Cestou – básnický almanach Welesu (Weles, Brno 2003), ed. Miroslav Chocholatý, Vojtěch Kučera, Pavel Sobek
- Co si myslí andělíček – dítě v české poezii (Brno 2004), ed. Ivan Petlan i Tomáš Lotocki
- Antologie nové české literatury 1995–2004 (Fra, Praha 2004), ed. Radim Kopáč i Karolina Jirkalová, doslov Jan Suk
- S tebou sám – antologie současné české milostné poezie (Dauphin, Praha 2005), ed. Ondřej Horák
- 7edm: Petr Hruška, Jan Balabán, Petr Motýl, Pavel Šmíd, Sabina Karasová, Radek Fridrich, Patrik Linhart (Theo, Pardubice 2005)
- Báseň mého srdce (Literula, Praha 2006), ed. Vladimír Křivánek
- Antologie české poezie II. díl (1986–2006), 2007

Zagraniczne:
- La poésie tchèque en fin de siècle (Sources, Namur, Belgium 1999, ed. Petr Král), tł. Petr Král
- Antologie de la poésie tchèque contemporaine 1945–2000 (Gallimard, Paryż, Francja 2002, ed. Petr Král), tł. Petr Král
- Literair Paspoort 2004 (Den Haag, Holandia 2004), tł. Jana Beranová
- In our own words (MW Enterprises, Cary, USA 2005, ed. Marlow Weaver), tł. Zuzana Gabrišová
- Из века в век (Iz vieka v viek) – češskaja poezija (Pranat, Moskwa, Rosja 2005, ed. Dalibor Dobiáš), tł. Olga Lukavaja
- Tra ansia e finitudine – Szorongás és végesség között (Budapeszt, Węgry 2005) tł. István Vörös i Claudio Poeta
- Circumference – poetry in translation (Nowy Jork, USA 2006, ed. Stefania Heim, Jennifer Kronovet), tł. Jonathan Bolton
- New European Poets (Graywolf Press, Saint Paul, Minnesota, USA 2008, ed. Wayne Miller i Kevin Prufer), tł. Zuzana Gabrišová

### Artykuły naukowe (wybór)
- Do hospody v literatuře (Tvar 1996, č. 11)
- Setrvačnost avantgardního modelu – nový surrealismus. (Host 1998, č. 9)
- Básně psané na střed (Host 1999, č. 1)
- Pořád na svém místě. Karlu Šiktancovi začaly vycházet sebrané spisy (Host 2000, č. 8)
- Povinnost jistot a potřeba pochyb (Host 2000, č. 10)
- Druhá vlna první velikosti (Host 2002, č. 10)
- První knížky veršů v mladofrontovní edici Ladění (Slovenská literatura 2002, č. 5)

### Teatr i telewizja
- Scenariusz (z Radovan Lipus) Průběžná O(s)trava krve, premiera w 1994, w TV 1997
- Scenariusz filmu dokumentalnego Genius loci – Historie časopisu Host, Host do domu (dir. by Vladimír Kelbl, TV Brno, 2002, premiera 2003)

### CD
- Zelený Petr (Norská trojka, CD, 2002), teksty
- Obývací nepokoje (wybrane wiersze na CD), w magazynie Aluze 2/3, 2004
- Průběžná O(s)trava krve, sztuka na potrzeby radia (2000)